# House Un-American Activities Committee
House Un-American Activities Committee (også kaldet House Committee on Un-American Activities og forkortet HUAC eller HCUA) (1938–1975) var en komite nedsat af Repræsentanternes Hus i USA. I 1969 blev komitéens navn ændret til "House Committee on Internal Security". Da Repræsentanternes Hus i 1975 nedlagde komiteen, blev dennes funktioner overført til den såkaldte House Judiciary Committee.
Komiteens antikommunistiske undersøgelser blandes ofte samme med de høringer, der blev gennemført af senator Joseph McCarthy, der dog ingen forbindelse havde til komitéen nedsat af Repræsentanternes Hus.

## Forløbere for komiteen

### Fish Committee (1930)
Medlem af Repræsentanternes Hus, Hamilton Fish III, der var overbevist antikommunist, fik den 5. maj 1930 vedtaget Resolution 180, der nedsatte en komité til at undersøge kommunistiske aktiviteter i USA. Den nedsatte komité, der blev kendt som The Fish Committee, foretog indgående undersøgelser af personer og organisationer, der var mistænkt for at være involveret i eller at støtte kommunistiske aktiviteter i USA. Komitéen undersøgte blandt andet American Civil Liberties Union og den kommunistiske præsidentkandidat William Z. Foster . Komitéen anbefalede at give det amerikanske justitsministerium vide beføjelser til at undersøge kommunister og at styrke mulighederne for at begrænse indvandringen af personer med kommunistiske sympatier og at udvise sådanne personer fra USA.

### Special Committee on Un-American Activities (1934–1937)
I perioden fra 1934-37 blev nedsat den såkaldte ” Special Committee on Un-American Activities Authorized to Investigate Nazi Propaganda and Certain Other Propaganda Activities”, der foretog offentlige og lukkede høringer i seks amerikanske byer, hvorunder flere hundrede vidner blev afhørt. Kommissoriet for denne komité var at indsamle information om udenlandsk undertrykkende propaganda rettet mod USA og om de organisationer, der spredte sådan propaganda. Komitéen blev kendt under navnet McCormack-Dickstein komitéen efter komitéens to formænd.
Komitéen undersøgte og underbyggede beskyldninger om et fascistisk komplot med det mål at danne en organisation, der skulle overtage magten i USA. Planerne om kupforsøget gik under betegnelsen ”The Business Plot” og ”White House Putsch”. Komitéen blev senere afløst af en anden komité, der fokuserede på at afsløre kommunister.

## Special investigation committee (1938–1944)
I maj 1938 blev House Committee on Un-American Activities nedsat som en særlig undersøgelseskomité. Komitéens formand var Matin Dies, Jr., og blev derfor kendt som Dies Komitéen. Komitéens arbejde var primært rettet mod amerikanere af tysk afstamning og disses involvering i nazistiske aktiviteter og i Ku Klux Klan. Komiténs arbejde i relation til Ku Klux Klan blev dog begrænset, og komitéen koncentrerede sig i stedet i højere grad om Det amerikanske kommunistpartis infiltration af organisationen Works Progress Administration; en instans under det ambitiøse New Deal-program nedsat af præsident Franklin D. Roosevelt.
Dies-komitéen udførte tillige mindre undersøgelser af interneringen af amerikanere med japansk baggrund bosiddende på den amerikanske vestkyst. Undersøgelserne vedrørte primært interneringslejrenes sikkerhed, rygter om ungdomsbanders hærgren i lejrene og om løsladelse af de internerede. Bortset fra republikaneren Herman P. Eberharter støttede komitéens medlemmer interneringen af de amerikanske statsborgere.
I 1938 blev lederen af det amerikanske organ Federal Theater Project, Hallie Flanagan, vidneindstævnt til at give møde for komitéen for at besvare spørgsmål om, hvorvidt Federal Theater Project var blevet infiltreret af kommunister. Flanagan blev under sit vidneudsagn spurgt af komitémedlem Joe Starnes, om manuskriptforfatteren Christopher Marlowe var medlem af kommunistpartiet, hvilket Flanagan besvarede med, at stykket "Mr. Euripides" prædikede klassekamp. I 1939 undersøgte komitéen lederne af American Youth Congress, en organisation, der var tilknyttet Komintern.
Det har efterfølgende vist sig, at næstformanden for komitéen, medlem af Repræsentanternes Hus Samuel Dickstein i dokumenter fra det sovjetiske organ NKVD angives at være sovjetisk agent.

## Stående udvalg (1945-1975)
The House Committee on Un-American Activities blev i 1945 et stående udvalg (permanent komité). Første formand for komitéen blev medlem af Repræsentanternes Hus Edward J. Hart fra New Jersey. I henhold til kommissoriet bestod komitéen af 9 medlemmer, der skulle undersøge mistanke om handlinger eller propaganda, der undergravede den form for regering, der er fastsat i den amerikanske forfatning.
Under dette mandat fokuserede komitéen på undersøgelser af erklærede kommunister og personer, der var mistænkt for at have kommunistiske sympatier, der i kraft af deres position i samfundet muligvis kunne udøve indflydelse i det amerikanske samfund. En væsentlig sag for HUAC var dens undersøgelse i 1948 af mistanken mod Alger Hiss for spionage. Undersøgelserne ledte til, at Hiss blev tiltalt og dømt for mened, hvilket overbeviste mange om det gavnlige i komitéens arbejde med at afdække kommunistiske aktiviteter.

### Hollywood blacklist
I 1947 afholdt HUAC høringer i ni dage med blandt andet Richard M. Nixon som medlem af komitéen, vedrørende påstået kommunistisk propaganda og infiltration af filmindustrien i Hollywood. Som et resultat af disse høringer blev ti personer sortlistet fra Hollywood-industrien for at have udvist for "foragt for Kongressen" ved at have nægtet at svare på komitéens spørgsmål. Herudover blev mere end 300 direktører, skuespillere, manuskriptforfattere og andre filmarbejdere boykottet af filmstudierne. Nogle af de boykottede, som Charlie Chaplin, måtte forlade USA for at finde arbejde, og andre måtte skrive under pseudonym eller i kollegers navn.

### Komitéens svindende indflydelse
I takt med senator McCarthys svindende indflydelse begyndte også HUACs prestige løbende at falme fra slutningen af 1950'erne. I 1959 kaldet den tidligere præsident Harry S. Truman komitéen for “den mest u-amerikanske ting i vort land i dag”
Komitéen mistede en stor del af sin indflydelse i 1960’erne, og blev i stigende grad offer for politisk satire og foragt for en ny generation af politiske aktivister. HUAC vidneindstævnte aktivisterne Jerry Rubin og Abbie Hoffman fra Youth International Party (Yippies) i 1967, og igen efter det voldelige forløb ved demokraternes partikonvent i 1968. Yippies anvendte mediernes opmærksomhed til at gøre et kaos ud af høringerne. Rubin ankom til høringerne udklædt som amerikansk revolutionssoldat og uddelte eksemplarer af USA's uafhængighedserklæring. Under høringerne blæste Rubin gigantiske tyggegummi-bobler, og andre vidner gav nazi-hilsen til komitéens medlemmer.  Hoffman mødte op udklædt som Julemanden, og senere iført et amerikansk flag. Da Hoffmann blev arresteret for at bære det amerikanske flag, beskyldte Rubin højlydt politiet for at være kommunister, fordi de ikke arresterede ham for at være iført en skjorte med Vietcongs flag. 
Komitéen blev nedlagt i 1975.

### Yderligere læsning
- Gladchuk, John Joseph (2006). Hollywood and Anticommunism: HUAC and the Evolution of the Red Menace, 1935-1950. Routledge. ISBN 0415955688.
- Bentley, Eric; Rich, Frank (2002). Thirty Years of Treason: Excerpts from Hearings Before the House Committee on Un-American Activities, 1938-1968. Nation Books. ISBN 1560253681.
- O'Reilly, Kenneth (1983). Hoover and the Unamericans: The FBI, HUAC, and the Red Menace. Temple University Press. ISBN 0877223017.
- Goodman, Walter (1968). The Committee: The Extraordinary Career of the House Committee on Un-American Activities. Farrar Straus & Giroux. ISBN 0374126887.
- Donner, Frank J. (1967). The Un-Americans. Ballantine Books.
- Buckley, William F. (1962). The Committee and Its Critics; a Calm Review of the House Committee on Un-American Activities. Putnam Books.

## Eksterne links
- The National Laboratories and the Atomic Energy Commission in the Early Cold War Arkiveret 11. marts 2012 hos  Wayback Machine
- Political Counterintelligence Subversive Activities Control Board (SACB)
- "Operation Abolition", 17 Mar 1961 Arkiveret 5. februar 2008 hos  Wayback Machine Time Magazine
- Bogart, Humphrey. "I'm no communist" Photoplay Magazine, March